# Spaceport America

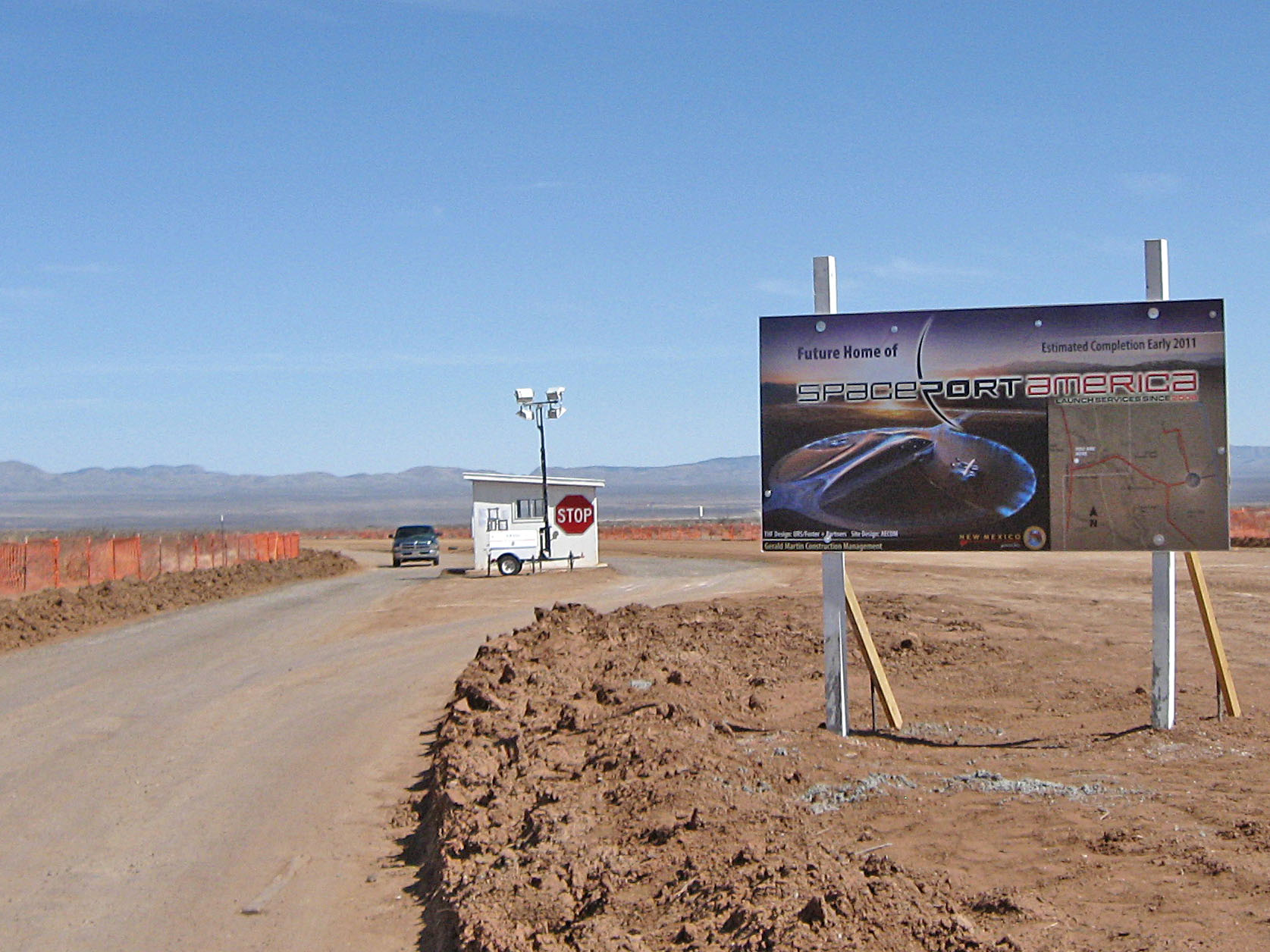
Wjazd do budowanego portu kosmicznego (marzec 2010)

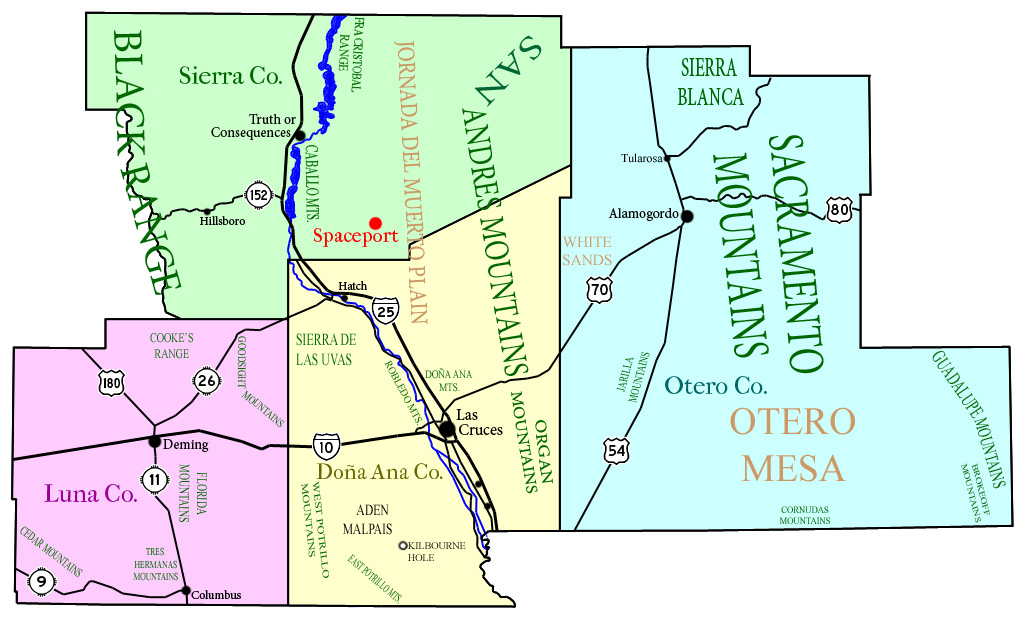
Lokalizacja kosmodromu

Spaceport America – komercyjny port kosmiczny (kosmodrom) zbudowany w stanie Nowy Meksyk w USA przez Virgin Galactic – korporację założoną przez Richarda Bransona. Jego budowa trwała od 2006 r. i została zakończona w październiku 2011 r. Będzie on podstawowym miejscem startów pojazdów SpaceShip III (obecnie w fazie testów).